# 中国電力陸上競技部
中国電力陸上競技部（ちゅうごくでんりょく りくじょうきょうぎぶ）は、広島県を拠点に活動する、中国電力の実業団陸上競技部。

## 概要
1989年、駅伝愛好者3名と原晋ら新入社員4名により創部。当初は会社も期待しておらず、翌1990年の中国駅伝では高校生チームにさえ追い抜かれるほどだった。
その後、坂口泰監督の元で着実にチームとしての実力を付けていった。特に駅伝では全日本実業団対抗駅伝大会（ニューイヤー駅伝）では2004年（第48回大会）・2007年（第51回大会）での優勝をはじめ、2001年から2008年まで8年連続で上位3位に入るなどコニカミノルタらと優勝を争い、日本でもトップクラスの実力を誇った。なお、以前は旭化成等と共に外国人選手を擁せずに日本人選手のみが所属していることで知られていたが、2016年、同じ広島県の世羅高校出身のポール・カマイシが加入し、チーム初となる外国人選手となった。その後2017年から油谷繁が、2018年から田幸寛史が監督を務めた後、2021年途中から坂口が監督に復帰した。
かつては尾方剛、油谷繁、佐藤敦之をオリンピックマラソン代表に送り込むなど世界で活躍した長距離ランナーを擁した。
現在、ラグビー部・女子卓球部と共に中国電力のシンボルスポーツとして活動。
近年、ランナーズスクール開校など地元スポーツ界にも貢献している。2005年には広島に本拠地を置くスポーツチームの連携組織トップス広島にも参加している。

## 主要大会成績

### 全日本実業団対抗駅伝競走大会（ニューイヤー駅伝）成績
走者 は区間賞。
| 年     | 総合順位 | 1区走者    | 2区走者              | 3区走者    | 4区走者  | 5区走者    | 6区走者    | 7区走者  |
| ------ | -------- | ---------- | -------------------- | ---------- | -------- | ---------- | ---------- | -------- |
| 1993年 | 13位     | 五十嵐範暁 | 鳥飼晴三             | 池田幸康   | 原晋     | 山本智昭   | 大歳典宏   | 宗竹隆司 |
| 1994年 | 8位      | 池田幸康   | 五十嵐範暁           | 宗竹隆司   | 山本智昭 | 糸原康生   | 川久保謙一 | 大歳典宏 |
| 1995年 | 5位      | 池田幸康   | 五十嵐範暁           | 児玉秀樹   | 大歳典宏 | 川本幸吉   | 川久保謙一 | 宗竹隆司 |
| 1996年 | 6位      | 五十嵐範暁 | 内冨恭則             | 池田幸康   | 池田義幸 | 川本幸吉   | 児玉秀樹   | 宗竹隆司 |
| 1997年 | 5位      | 川本幸吉   | 内冨恭則             | 五十嵐範暁 | 池田義幸 | 児玉秀樹   | 大歳典宏   | 宗竹隆司 |
| 1998年 | 5位      | 内冨恭則   | 木村康二             | 川本幸吉   | 油谷繁   | 大歳典宏   | 尾方剛     | 宗竹隆司 |
| 1999年 | 3位      | 内冨恭則   | 荒川大作             | 五十嵐範暁 | 児玉秀樹 | 梅木蔵雄   | 油谷繁     | 木村康二 |
| 2000年 | 23位     | 荒川大作   | 吉田行宏             | 油谷繁     | 梅木蔵雄 | 内冨恭則   | 森政辰巳   | 木村康二 |
| 2001年 | 3位      | 荒川大作   | 尾方剛               | 油谷繁     | 内冨恭則 | 五十嵐範暁 | 梅木蔵雄   | 吉田行宏 |
| 2002年 | 2位      | 尾方剛     | 佐藤敦之             | 内冨恭則   | 森政辰巳 | 五十嵐範暁 | 梅木蔵雄   | 油谷繁   |
| 2003年 | 3位      | 尾崎輝人   | 油谷繁               | 尾方剛     | 森政辰巳 | 五十嵐範暁 | 木村康二   | 梅木蔵雄 |
| 2004年 | 優勝     | 尾崎輝人   | 油谷繁               | 尾方剛     | 内冨恭則 | 佐藤敦之   | 木村康二   | 梅木蔵雄 |
| 2005年 | 2位      | 尾崎輝人   | 油谷繁               | 尾方剛     | 内冨恭則 | 佐藤敦之   | 重成英彰   | 森政辰巳 |
| 2006年 | 2位      | 尾崎輝人   | 佐藤敦之             | 黒田将由   | 尾方剛   | 油谷繁     | 重成英彰   | 梅木蔵雄 |
| 2007年 | 優勝     | 新井広憲   | 油谷繁               | 梅木蔵雄   | 森政辰巳 | 佐藤敦之   | 尾崎輝人   | 尾方剛   |
| 2008年 | 2位      | 新井広憲   | 尾方剛               | 岡本直己   | 梅木蔵雄 | 佐藤敦之   | 尾崎輝人   | 油谷繁   |
| 2009年 | 7位      | 藤森憲秀   | 黒田将由             | 佐藤敦之   | 伊達秀晃 | 岡本直己   | 油谷繁     | 梅木蔵雄 |
| 2010年 | 4位      | 藤森憲秀   | 新井広憲             | 伊達秀晃   | 佐藤敦之 | 岡本直己   | 田中宏樹   | 尾崎輝人 |
| 2011年 | 6位      | 藤森憲秀   | 森本卓司             | 石川卓哉   | 岡本直己 | 田中宏樹   | 米澤類     | 新井広憲 |
| 2012年 | 9位      | 森本卓司   | 佐藤敦之             | 石川卓哉   | 岡本直己 | 田中宏樹   | 池淵智紀   | 新井広憲 |
| 2013年 | 5位      | 藤森憲秀   | 池淵智紀             | 石川卓哉   | 岡本直己 | 米澤類     | 森本卓司   | 清谷匠   |
| 2014年 | 5位      | 藤森憲秀   | 山崎亮平             | 石川卓哉   | 岡本直己 | 米澤類     | 森本卓司   | 出岐雄大 |
| 2015年 | 5位      | 北魁道     | 山崎亮平             | 石川卓哉   | 岡本直己 | 出岐雄大   | 森本卓司   | 藤森憲秀 |
| 2016年 | 14位     | 北魁道     | 山崎亮平             | 藤川拓也   | 岡本直己 | 清谷匠     | 森本卓司   | 米澤類   |
| 2017年 | 9位      | 山崎亮平   | ポール・カマイシ     | 岡本直己   | 米澤類   | 清谷匠     | 藤川拓也   | 松井智靖 |
| 2018年 | 14位     | 藤川拓也   | ポール・カマイシ     | 岡本直己   | 米澤類   | 清谷匠     | 森本卓司   | 藤森憲秀 |
| 2019年 | 9位      | 北魁道     | 山崎亮平             | 藤川拓也   | 岡本直己 | 松井智靖   | 兼実省伍   | 清谷匠   |
| 2020年 | 19位     | 北魁道     | キムタイ・ウェスリー | 藤川拓也   | 岡本直己 | 松井智靖   | 森本卓司   | 清谷匠   |
| 2021年 | 24位     | 清谷匠     | キプルト・ビクター   | 岡本直己   | 藤川拓也 | 兼実省伍   | 秋山雄飛   | 松井智靖 |
| 2022年 | 16位     | 中島大就   | ンガンガ・ワウエル   | 藤川拓也   | 岡本直己 | 清谷匠     | 大森太楽   | 山口和也 |

## 選手・スタッフ

### 2022年現在
- 監督：坂口泰
- ヘッドコーチ：佐藤敦之
- コーチ：本多浩隆
- アドバイザー：油谷繁
- 主将：藤川拓也
- 副主将：松井智靖
- 岡本直己
- 清谷匠
- 兼実省伍
- 森宗渚
- 新迫志希
- 中島大就
- 山口和也
- 池田勘汰
- 大森太楽
- 菊地駿弥
- ジョン・ムワニキ
- ンガンガ・ワウエル
- 大内宏樹
- 三上雄太
- コスマス・ムワンギ

### 過去の主な所属選手
- 原晋
- 内冨恭則
- 大歳典宏
- 川本幸吉
- 五十嵐範暁
- 荒川大作
- 尾方剛
- 梅木蔵雄
- 佐藤敦之
- 森政辰巳
- 尾崎輝人
- 新井広憲
- 吉田行宏
- 田中宏樹
- 黒田将由
- 伊達秀晃
- 出岐雄大
- 池淵智紀
- 石川卓哉
- 藤森憲秀
- 森本卓司
- 米澤類
- 山崎亮平
- 北魁道
- ポール・カマイシ
- 秋山雄飛